# Platyderus
Platyderus är ett släkte av skalbaggar som beskrevs av Stephens 1828. Platyderus ingår i familjen jordlöpare.
Släktet innehåller bara arten Platyderus depressus.

## Bildgalleri

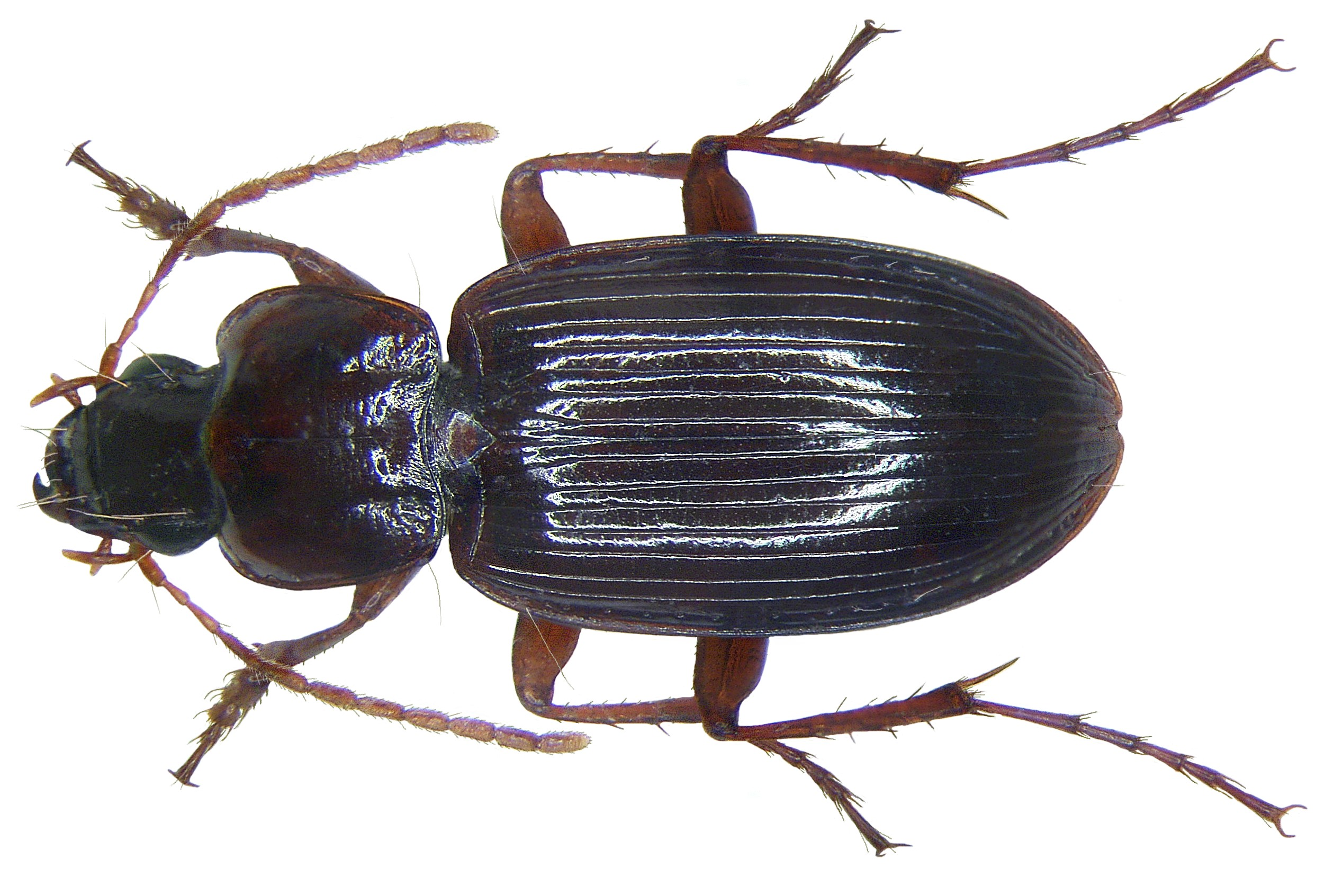
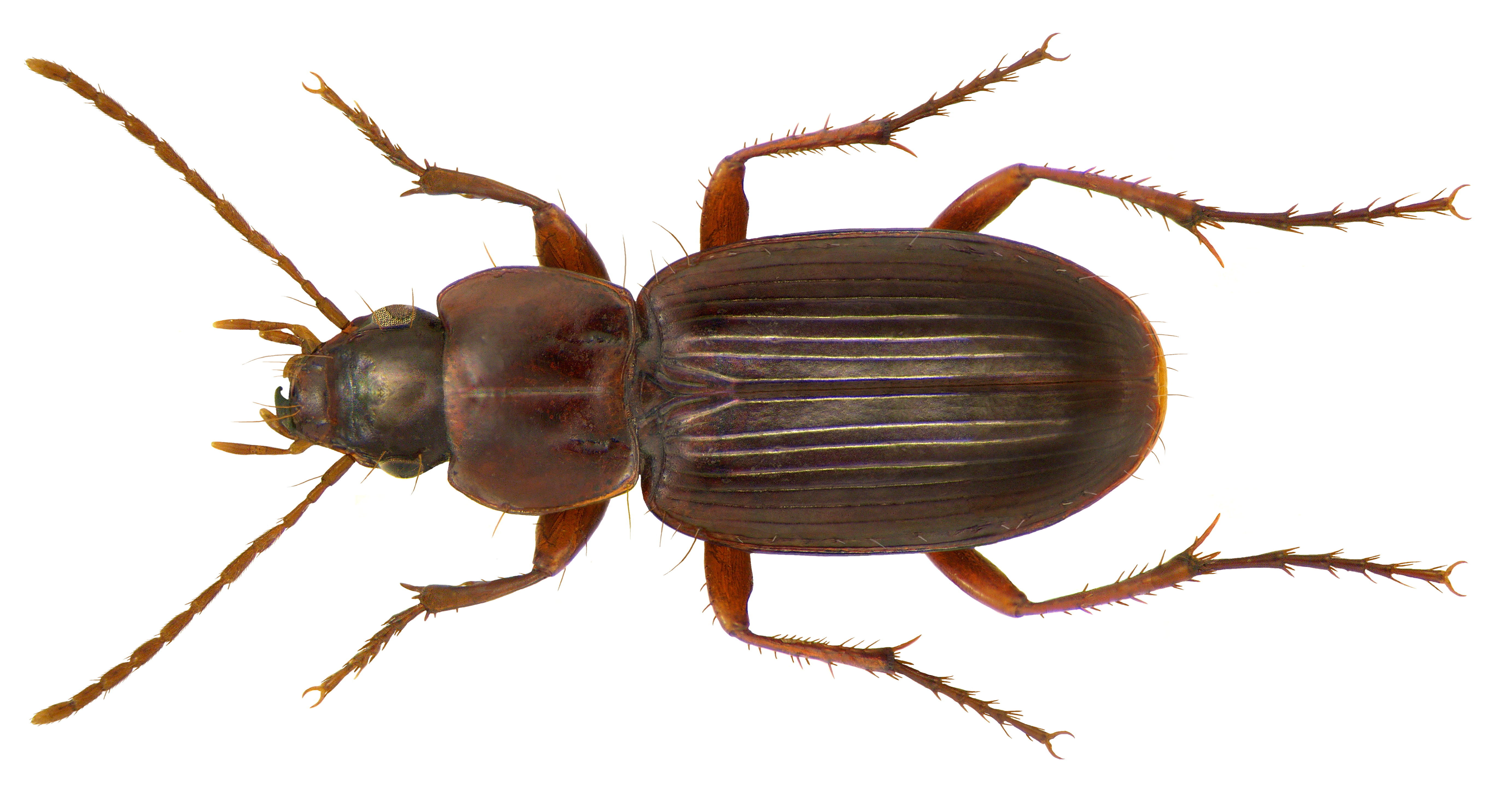
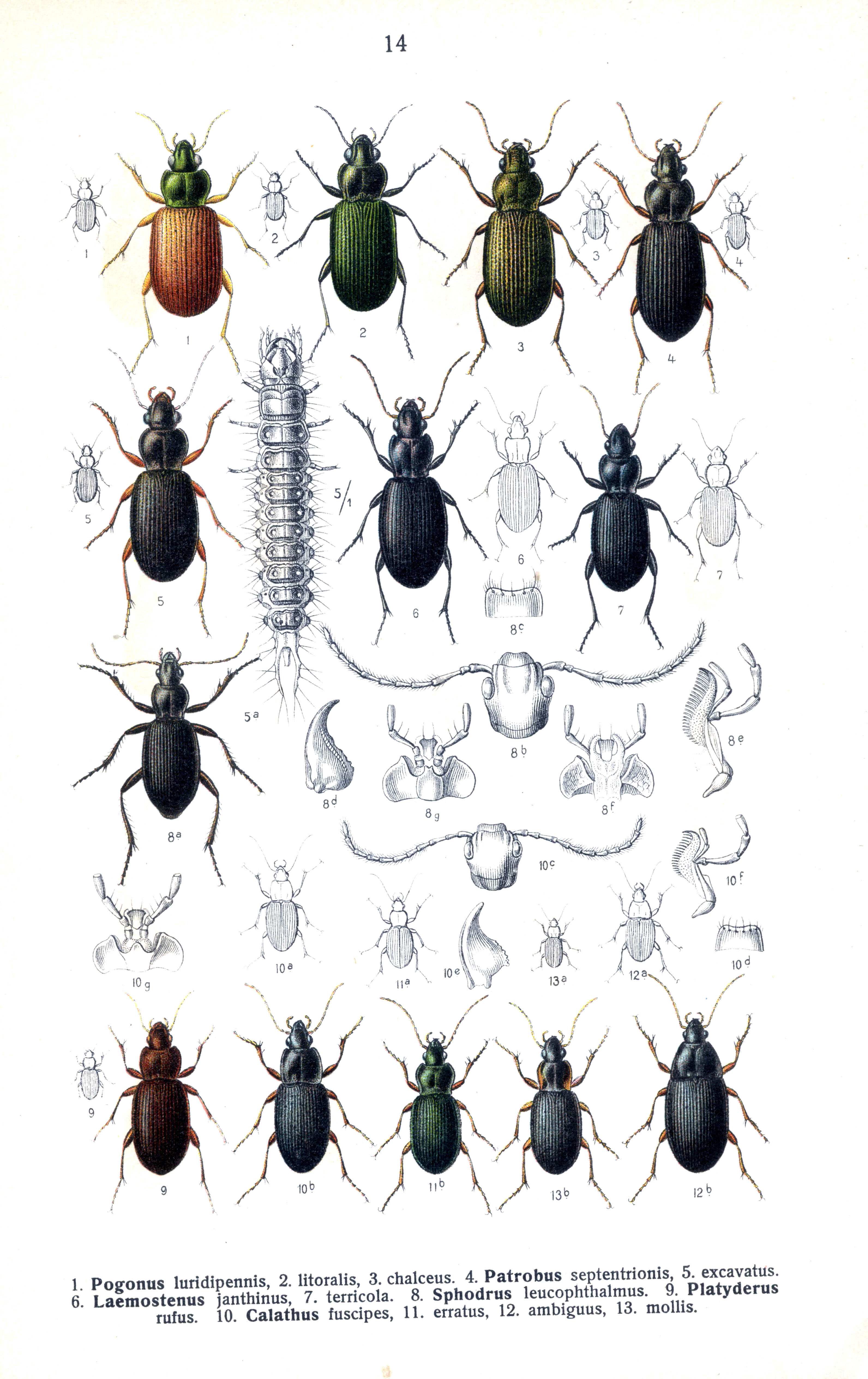